# 普拉格大学
普拉格大学（Prager University，縮寫 PragerU），是一个美国的非营利组织，从保守或右翼的角度创建关于各种政治，经济和哲学主题的影片。在YouTube上發布影片講述其觀點，通常会有一位演讲者，他们讲课约五分钟。
但是实际上PragerU并不是大学，也不是学术机构，不上课，也不授予证书或文凭。

## 历史
普拉格大学成立于2009年，由保守的电台脱口秀节目主持人丹尼斯·普拉格和电台制作人兼编剧艾伦·埃斯特林创立，以表达保守的观点，并抵消他所认为的左派对大学教育的破坏。普拉格大学位于加州圣费尔南多谷，截至2018年3月，员工人数超过20人。
自从2013年有人对其照片的使用提起诉讼以来，普拉格大学开始在其影片中使用动画表达自己的观点。 截至2018年11月，其YouTube频道共投稿482个影片。该组织依赖捐赠。根据其首席执行官Marissa Streit表示，一群约500名学生所组成的组织“PragerFORCE”宣传其影片。普拉格大学的播放量在2018年达到了十亿次。
2017年10月23日，普拉格大学向Google提起联邦诉讼，声称其在YouTube上的37个影片被不公平地删除或被限制特定人群观看。2018年3月26日，该案被美国地方法院法官Lucy Koh驳回，后者裁定由于Google為私人公司，普拉格大学未能证明該公司侵犯了其言论自由权。
2018年8月，当被要求发表评论时，普拉格大学批评YouTube在其影片中添加了事实核查，其中包括气候变遷。 同样在2018年8月，Facebook从其平台上删除了两个普拉格大学的影片，后来恢復了其影片並称他们“被错误删除”。
2020年2月27日，美国上诉法院就普拉格大学诉YouTube案作出判决，指《美国宪法第一修正案》所赋予的言论自由权利并不适用于YouTube。法院认为，虽然YouTube面向大众、无处不在，但仍属私人论坛性质，不是受制于宪法第一修正案司法审查的公共论坛。美国非营利组织普拉格大学表示，该组织此前在YouTube上传的涉及朝鲜战争、以色列和巴勒斯坦等议题的影片受到限制，但YouTube未对此限制做出具体说明，只表示这些影片不适合年轻观众观看。

## 内容
普拉格大学每周从保守的角度来发布一个关于各种主题的影片。它通常不包括当代美国政治或新闻中的时事。例如，截至2018年3月，普拉格大学从未发布关于特朗普或童年入境者暂缓遣返手续相关的的影片。每部的影片的成本在25,000美元到30,000美元之间。
普拉格大学的的影片为资本主义辩护，反对15美元的最低时薪，认为枪支所有权是一项宪法权利，并认为媒体不可信任。在一个的影片中，一位主持人辩称，“种族主义、偏见、仇外心理、同性恋恐惧症和仇视伊斯兰恐惧症”是“毫无意义的流行语”。 在一个关于另类右派的视频中，一位普拉格大学主持人认为它与美国左派相似，他说“另类右派与保守主义没有任何共同之处，实际上更接近左派……当然左派更大一些。”2018年，普拉格大学发表了米歇尔·马尔金（Michelle Malkin）的反移民的影片，这位保守派以第二次世界大战期间支持对日裔美国人的拘禁而闻名。
普拉格大学也发表过为选举人团制度辩护的影片，认为“纯粹的民主国家不起作用”，并且选举人团制度阻止了选民欺诈。还发表过反对关于气候变化的科学共识、警察对非洲裔美国人的歧视，以及存在性别工资差距的影片。
普拉格大学已经制定了两项合作计划，以帮助建立与教育工作者的关系。 普拉格大学的教育者计划为教师提供与他们的的影片相关的课程计划和学习指南。此外，中学教师和大学教授可以通过普拉格大学的学术合作计划注册课程，该计划允许学生注册并允许教师监督学生的学习进度。

## 資金
普拉格大學最大的兩位捐助者是水力壓裂億萬富翁丹與法里斯·威爾克斯。威爾克斯家族的兩名成員都是普拉格大學董事會成員。第二大捐助者是林德和哈里·布拉德利基金會。其他捐助者包括摩根家族基金會、富達慈善捐贈基金會、捐助者信託以及由羅賓遜全球物流前執行長席德·凡登領導的明尼蘇達州席德與卡蘿·凡登基金會。Robinson首席執行官Sid Verdoorn。
該組織每年的預算為1,000萬美元，其行銷費用超過40％。